# Legionella pneumophila

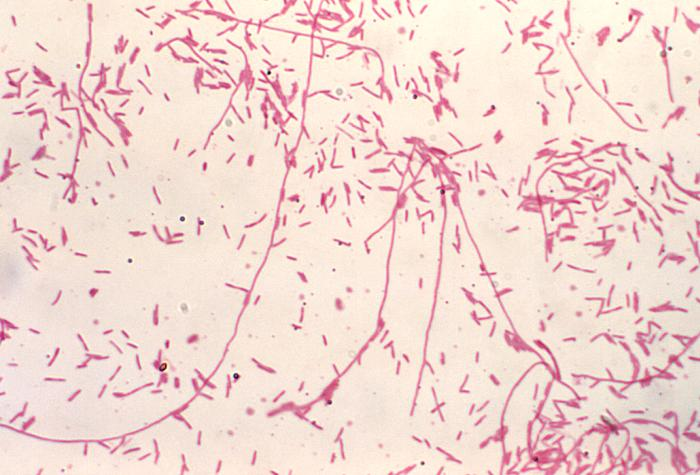
Gramfärbung Legionella pneumophila

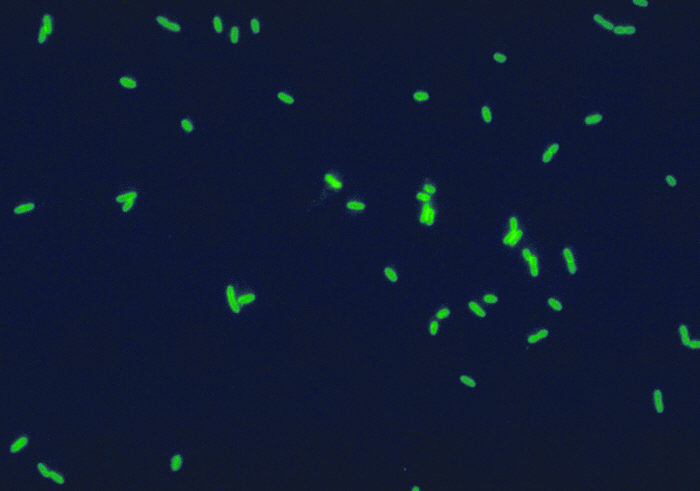
Immunfluoreszenz-Färbung von Legionella pneumophila

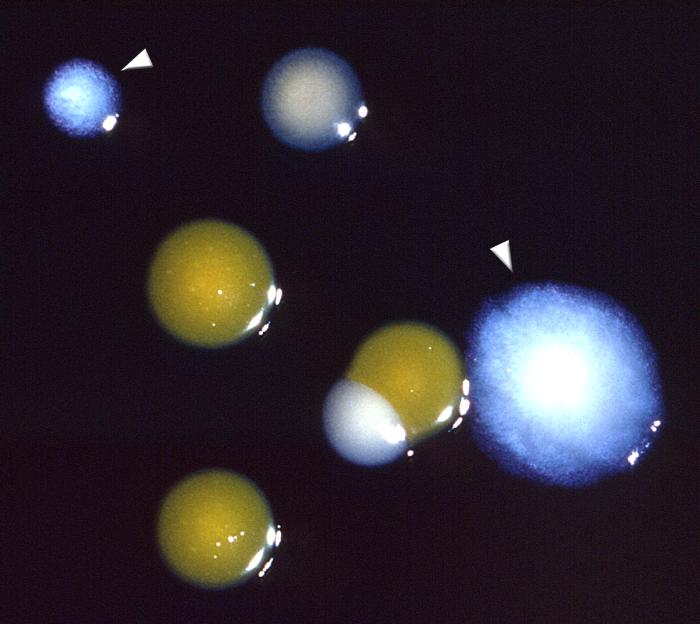
Legionella pneumophila Kolonien (Pfeil-markiert)

Legionella pneumophila ist ein Gram-negatives, unbekapseltes und sporenloses Stäbchen-Bakterium. Es ist Auslöser der Legionärskrankheit und des Pontiac-Fiebers. Die für den Menschen wichtigsten (humanpathogenen) Serotypen von Legionella pneumophila sind die Serotypen 1 (70 bis 80 Prozent aller Legionellosen beim Menschen), 4 und 6.

## Mikrobiologische Eigenschaften
Legionella pneumophila ist ein obligat aerobes, Gram-negatives Stäbchen mit meist monopolarer Begeißelung. Im Nativpräparat finden sich meist kurze Stäbchen, während in Kultur meist unterschiedlich große Stäbchen-Bakterien (2–20 µm) vorherrschen. Legionellen benutzen vor allem Aminosäuren als Energiequelle. Zucker können nicht zu Säuren verstoffwechselt werden. Legionellen sind auf Cystein und Eisen(III)-Ionen im Nährmedium angewiesen. Daher findet man sie in der freien Natur in der Regel in Kombination mit autotrophen Mikroorganismen (beispielsweise Eisen-Mangan-Bakterien) oder man findet sie in Amöben (beispielsweise Acanthamoeba, Naegleria). Amöben scheinen bei der Verbreitung von Legionella pneumophila eine wichtige Rolle zu spielen. 
Legionellen bilden keine Urease und Nitratase, sind jedoch Katalase positiv. 
Legionellen sind gegen Austrocknung empfindlich. Bei einer Temperatur von 60 °C überleben sie etwa fünf Minuten. 
Legionella pneumophila bildet Biofilme mit einer Dichte von bis zu 100000 KBE/cm2. Der Biofilm schützt die Bakterien vor Bioziden oder rauen Umgebungsbedingungen.

## Ausbreitung
Legionella pneumophila findet sich weltweit in Erd- und Gewässerproben. Als Infektionsquelle für den Menschen findet man es in Warmwasserleitungen mit nicht ausreichend erhitztem Wasser (< 60 °C), Klimaanlagen und Kühltürmen.

## Häufigkeit
Legionellosen treten meist sporadisch, seltener in kleinen Epidemien auf. In den USA schätzt man, dass ca. 30 Erkrankungsfälle pro Jahr und 100.000 Einwohnern auftreten. Die Legionellosen haben in den Sommer-Monaten einen Höhepunkt. In endemischen Gebieten schätzt man, dass etwa 5 % der Pneumonien auf Legionellen zurückzuführen sind. Für Deutschland schätzt man, dass knapp 4 % aller ambulant auftretenden Pneumonien auf Legionellen zurückzuführen sind.

## Krankheiten
Die Legionärskrankheit ist eine atypische, interstitielle Pneumonie mit Fieber, Durchfällen, Kopfschmerzen und Desorientiertheit. Sie betrifft häufig immungeschwächte Menschen (beispielsweise Alkoholiker, HIV-Erkrankte). 
Das Pontiac-Fieber ist eine akute, selbstlimitierende respiratorische Erkrankung mit Husten und Schnupfen, die meist nach sieben Tagen spontan ausheilt.

## Übertragung
Die Übertragung erfolgt in der Regel aerogen, meist durch Einatmen von erregerhaltigen Aerosolen aus Klimaanlagen oder Wasserhähnen. Es wird geschätzt, dass nur 10 % der Infektionen wirklich zu einer Erkrankung führen. Eine Mensch-zu-Mensch-Übertragung findet nicht statt.

## Inkubationszeit
Die Inkubationszeit einer Legionärskrankheit beträgt zwei bis zehn Tage, die des Pontiac-Fiebers jedoch nur ein bis zwei Tage.

## Pathogenese
Legionella pneumophila adhäriert an Wirtszellen über einen Pilus und induziert eine besondere Form der Phagozytose (sog. coiling phagocytosis), entgeht aber der intrazellulären Abtötung und vermehrt sich in nicht aktivierten phagozytierenden Zellen. Legionella pneumophila induziert eine teilweise nekrotisierende Entzündung der Alveolen. Die Abwehr von Legionella pneumophila als intrazellulärer Erreger ist wahrscheinlich von T-Lymphozyten abhängig. Diese aktivieren die erregerhaltigen Makrophagen, so dass die Erreger im Inneren der Phagozyten vernichtet werden können.
Legionella pneumophila produziert Exotoxine (beispielsweise Hämolysin) und Enzyme. Die Rolle im Krankheitsgeschehen dieser Exotoxine ist noch nicht abschließend geklärt. Das Protein MIP (macrophage infectivity potentiator), ein 24 kDA Protein, scheint bei der Phagozytose-Induktion beteiligt zu sein.

## Therapie
Die Therapie der Legionärskrankheit erfolgt meist mit Makroliden (beispielsweise Erythromycin) in Kombination mit Rifampicin oder einem Fluorchinolon.
Der Erregernachweis ist nach § 7 des Infektionsschutzgesetzes meldepflichtig.

## Diagnostik
- Antigennachweis: Ein Legionella-pneumophila-Antigen Nachweis kann im Urin durchgeführt werden (ELISA) und ist die laut Leitlinie empfohlene diagnostische Methode der Wahl bei Verdacht auf Legionelleninfektion.[3]
- Mikroskopie: In der Gram-Färbung lassen sich Legionellen schlecht färben. Daher benutzt man meist Fluoreszenz-markierte monoklonale Antikörper.
- Anzucht: Die Anzucht kann aus Lungenbiopsien, Bronchialsekret und einer broncho-alveolären Lavage gelingen. Wichtig ist, dass man dem Labor die Verdachtsdiagnose einer Legionellose mitteilt, da der Erreger auf Routine-Nährböden nicht anzuziehen ist. Die Anzucht kann auf gepufferten Kohle-Hefe-Agar mit Zusatz von alpha-Ketoglutarat (alpha BCYE Agar) gelingen. Kolonien erscheinen bei kapnophiler Bebrütung nach zwei bis sieben Tagen.
- PCR: Die PCR ermöglicht einen schnellen Erreger-Nachweis aus Proben wie bronchoalveolärer Lavage, Lungengewebe, Trachealsekret und Sputum, nicht aber aus Urin. Die Sensitivität ist sehr hoch, die Ergebnisse sind teils besser als bei Kulturverfahren.[4]
- Serologie: Im Blut können Antikörper gegen L. pneumophila nach etwa zehn Tagen nachgewiesen werden.

## Historisches
Legionella pneumophila wurde erst 1976 entdeckt, als bei einer Tagung der American Legion in Philadelphia eine Epidemie unter den teilnehmenden Veteranen auftrat. 29 der 182 erkrankten Veteranen verstarben damals. Damals erhielt die Legionärskrankheit ihren Namen.